# Brachystelma glabrum
Brachystelma glabrum är en oleanderväxtart som beskrevs av Joseph Dalton Hooker. Brachystelma glabrum ingår i släktet Brachystelma och familjen oleanderväxter. Inga underarter finns listade i Catalogue of Life.